# 不知火舞
不知火 舞（しらぬい まい、Mai Shiranui）は、SNK（SNKプレイモア）の対戦型格闘ゲーム『餓狼伝説』シリーズなどに登場する架空の人物。

## キャラクター設定
初登場作品は『餓狼伝説2』（以下『餓狼2』と表記）。不知火流忍術を継承するくノ一であり、大きな扇子を武器とし、技によっては炎を巻き起こして戦う。戦法は「蝶のように舞い、蜂のように刺す」を身上としている。
長い黒髪をポニーテールに纏め、腰部分から尻尾のように房飾りを垂らした赤い装束に身を包んでいる。装束の細部はシリーズによって多少異なるが、浴衣の袖を切り取って肌の露出を多くした、胸部や臀部を強調するデザインとなっている。衣装のデザインは『餓狼伝説3』（以下『餓狼3』と表記）と『リアルバウト餓狼伝説』（以下『RB』と表記）のみレオタードの上に袖無しのトップスと尾飾りの付いた巻きスカートを着たものに変更されたが、『リアルバウト餓狼伝説スペシャル』（以下『RBS』と表記）で従来のデザインに近いものに再度変わった。足元に関しては『餓狼3』以降は素足にトレンカで闘っており、奥のラインからの攻撃では足の裏を強調した蹴りを繰り出していた。
幼い頃から不知火流忍術の修行を積みながら、忍び装束を自作したり毎日料理などをして過ごしていた。ある日来日したアンディと出会ったことが、彼女ののちの大きな転機となった。アンディと出会ったばかりの頃の舞は修行に行き詰まっていた。そんな姿を見下したような態度の彼に好意を持っていなかった。しかし、修行に打ち込む彼のまっすぐな瞳を見て自分に欠けていたものを悟り、修行に復帰した。その後、祖父を亡くし不知火流忍術継承者となった舞は、アンディの後を追って格闘界に足を踏み入れた。
祖父・不知火半蔵（『餓狼2』の時点で既に故人）の下で修行していたアンディ・ボガードに惚れ込み、彼を追いかけては戦いに身を投じている（出会った当初はいけ好かなかった）。舞の方はすぐにも結婚したいと思っているが、アンディがはっきりとした反応を見せないため、やきもきする様子を見せることも多い。
『餓狼2』では対戦前・勝利時ともに硬派な台詞が多かった。
『餓狼伝説スペシャル』（以下『餓狼SP』と表記）では前作から台詞が全面改訂され、テリー・ボガードを使ってCPUの舞が相手になると、舞はテリーがアンディの兄であることを確認した上で、「そんなに強そうに見えない」と言い放つ（アンディに対しては「手を抜かないでよ」）。その他の相手に対しては対戦前に「女だと思って甘く見ると痛い目に合う」と警告し、試合後は「だから言ったでしょ」と言い放つ。ただし、山田十平衛とタン・フー・ルーに対しては「大丈夫?」と気を使い、アンディに対しては「ごめんなさい」と謝罪する。同キャラ戦の場合「真似するならもっと上品にして」と文句を言う。
また『餓狼3』ではテリーに対して、CPUの舞は対戦前に「お兄ちゃん」と呼んでいる。
『餓狼2』と『餓狼SP』のホームステージ名は青木ケ原・樹海。ここは鳥居や仏像などが沈む大河を下るイカダの上で、『餓狼2』ではこのステージ専用の必殺技がある。
山田十平衛は祖父・半蔵の親友だが、ゲーム本編では舞自身は特に十平衛のことを注目していない。だが十平衛は『餓狼3』の舞ステージや『RB』の舞のエンディングに登場している。
『餓狼伝説 City of the Wolves』（以下『餓狼CotW』と表記）では望月双角からある情報を聞き、サウスタウンを訪れる。
初代『餓狼伝説』のリメイク作品『餓狼伝説 WILD AMBITION』（以下『餓狼WA』と表記）では、キム・カッファン、山崎竜二、李香緋とともに登場している。
ゲーム誌『ゲーメスト』の企画「第7回（1993年度）ゲーメスト大賞」の中のベストキャラクター賞では2位を獲得している。
野性的で気が強く好奇心旺盛という初期設定で挑発、勝ち台詞と高飛車なイメージの強い要素に対して声優の曽木亜古弥は「舞って高飛車だったのがいつの間にか3枚目になっちゃって。もしかしたら私のせいかも知れない」とコメントしている。
『餓狼2』の開発段階では女性キャラクターを登場させるつもりはなく、「忍術マスター」と仮称されていた男性キャラクター（『餓狼SP』の舞ステージの背景に登場している）が登場する予定だったが、ある日、開発部に見回りに来た上層部の鶴の一声で急遽作成されたキャラクターであるという。
胸のモデルは細川ふみえで、尻のモデルは飯島愛。

### 客演作品での活躍
『ザ・キング・オブ・ファイターズ』（以下『KOF』と表記）シリーズでもアンディへの感情は明確に描かれており、出場のたびにアンディと同じチームになることを希望しているが、実際にアンディとチームを組めたのは本編では『KOF'99』（以下『'99』と表記）での1回のみ、外伝を含めても『KOF EX』と『KOF EX2』のみで、それ以外では女性格闘家チームのメンバーとして出場している。
『KOF』シリーズでは開始から長らく登場し続けたキャラクターの一人であり、本編だけでなく外伝作品のほとんどにも登場したが、『KOF XI』で初の不参加となった。非参戦の理由は、最近出場しないアンディに苛立ち「二人一緒に出なければいい」と無理矢理バカンスに連れ込んだ、という設定があるため（ただし、餓狼チームのエンディングで姿は見せている）。一方、PS2移植版『KOF XI』では隠しキャラクターとして登場していて、彼女を使ってテリーに勝つとアンディに当たる様子が見られる。続く『KOF XII』にも不参加だった（同作にはストーリーが無いがアンディは出場）が、『KOF XIII』にて再び正規に登場することになり、衣装は『RBS』以降をベースに背中を大きく露出させたものになった。
『KOF'97』（以下『'97』と表記）ではアンディとの対戦前デモではウェディングドレスを着てきたり、『'99』では赤ん坊を模した人形を抱いて彼を狼狽させたりと、過剰なギャグが目立っている。アンディ以外との対戦前デモには厚着の和服を一瞬に脱ぎ払い、くノ一の装束に変わる。
なお、『'99』にて餓狼伝説チームでゲームを進め、最終ボスのクリザリッドを、舞で倒すか、舞以外のキャラクターで倒すかによって、エンディングが大きく変化する。
『KOF XIV』での衣装は前垂れに花模様が描かれている。同作の南米チームのバンデラス・ハットリは舞を弟子にしようとしていたが、彼女はそれを断っている。
舞の「胸揺れ」が顕著な『KOF'94』（以下『'94』と表記）では、ディップスイッチを日本国外仕様に切り替えるとまったく揺れなくなる。スタッフによれば、「教育上好ましくないものに対しては苦情が来るため」と語っているが、「隠しコマンドを入力すると、ちゃんと揺れるようになるんです」とも語っている。
『KOF MAXIMUM IMPACT』（以下『KOF MI』と表記）シリーズでのキャッチコピーは「魅惑の女忍者（くのいち）」。同シリーズの『KOF MI2』から登場しているナガセにライバル視されている。
恋愛シミュレーションゲームである『Days of Memories』シリーズではヒロインの1人として多く登場している。1作目の『Days of Memories 〜僕と彼女の熱い夏〜』では従来のイメージどおりのセクシーな年上の女性、5作目の『Days of Memories 〜恋はグッジョブ!〜』では昼はOL、夜は高い身体能力を生かした別の顔を持つ女性、ストーリーが繋がっている8作目『Days of Memories 〜風舞う都でつかまえて!〜』と9作目『Days of Memories 〜世界で一番熱い冬〜』では高校生となっている。
『サムライスピリッツ』シリーズでは、不知火麻衣という舞に名前・容姿までよく似たサブキャラクターが登場する。だが舞と麻衣は全くの別人で、お互いに無関係とされる。麻衣は初代『SAMURAI SPIRITS』の覇王丸と不知火幻庵のエンディングに登場する。なお、同シリーズのキャラクターである不知火幻庵は同じ苗字だが、互いに関連はない。『KOF XV』では覇王丸との対戦前デモにおいて、覇王丸から麻衣と勘違いされている。

### 他社とのクロスオーバー
『CAPCOM VS. SNK』（以下『CvS』と表記）をはじめとするカプコンとのクロスオーバー作品では、両社における代表的な格闘ヒロインとして『ストリートファイター』シリーズの春麗と対抗関係にあり、対戦前の専用デモでは春麗の衣装を着て登場する特殊な演出が施されている。また、くノ一であるにもかかわらず、人目を引くような格好をしているため、カプコンサイドのキャラクターには不思議がられている。
2016年7月31日にコーエーテクモゲームス主催のイベント「DEAD OR ALIVE Festival 2016」の場で不知火舞が『デッド オア アライブ5』に登場することが発表され、9月13日に家庭用とアーケード版にて同日に配信された。2019年に発売された『デッド オア アライブ6』でもクーラ・ダイアモンドとともに6月18日にDLCとして配信された。
2019年8月31日にマーベラスのスマートフォン用ゲームアプリ作品『シノビマスター 閃乱カグラ NEW LINK』にて『餓狼SP』とのコラボで客演登場している。
なお、2019年11月に任天堂のNintendo Switch用対戦型アクションゲーム『大乱闘スマッシュブラザーズ SPECIAL』（以下『スマブラSP』と表記）の追加ファイターとしてテリーが参戦した際に『餓狼伝説』シリーズや『KOF』シリーズのキャラクターもゲストとして『スマブラSP』に登場する中、舞は登場しなかった。これについて、『スマブラSP』のディレクターである桜井政博（ソラ）は動画配信番組において、「『スマブラSP』は良い子のCERO Aなので、（刺激が強いキャラクターは）出すことができなかった」と説明し、謝罪している。
『ストリートファイター6』（以下『スト6』と表記）では、DLCキャラクターとして登場。2025年2月5日配信。

## ゲーム上の特徴
作品を通じて機動力が高くスピーディーなキャラクター。ジャンプも早い上に鋭く、「必殺忍蜂」をはじめとするスピードを生かした突進技・奇襲技も多い。

## 技の解説
登場作品によって、使用する技は多少変化するため、以下にあげる全ての技を同時に使えるわけではない。初登場となる『餓狼2』から共通して使える技は、「花蝶扇」、「龍炎舞」、「ムササビの舞」、「超必殺忍蜂」の4つである。

### 通常技

#### 『KOF』シリーズ
技名が公表されている『'94』〜『'96』の名称のみ記載。
| ボタン                                    | 立ち（近距離）                              | 立ち（遠距離）                              | しゃがみ                                | 垂直ジャンプ                                          | 前方ジャンプ                                          | 後方ジャンプ                                          |
| ----------------------------------------- | ------------------------------------------- | ------------------------------------------- | --------------------------------------- | ----------------------------------------------------- | ----------------------------------------------------- | ----------------------------------------------------- |
| 弱パンチ                                  | 扇打                                        | 扇子突き                                    | 『'94』：背面ひじ打ち 『'95』：龍尾髪   | 『'95』以前：翔扇打 『'96』：飛翔扇子突き             | 『'95』以前：翔扇打 『'96』：飛翔扇子突き             | 『'95』以前：翔扇打 『'96』：飛翔扇子突き             |
| 強パンチ                                  | 『'95』以前：大扇打 『'96』：対空扇子突き   | 『'95』以前：対空扇子突き 『'96』：大扇打   | 背面ひじ打ち                            | 『'95』以前：天翔扇 『'96』：刃扇天翔刺し             | 天翔扇                                                | 天翔扇                                                |
| 弱キック                                  | 竜巻蹴り                                    | 『'95』以前：舞キック 『'96』：舞蹴撃       | 『'94』：反り蹴り 『'95』以降：摺り蹴り | 『'95』以前：翔脚 『'96』：直蹴                       | 翔脚                                                  | 翔脚                                                  |
| 強キック                                  | 竜巻蹴り                                    | 『'95』以前：対空舞キック 『'96』：影脚空舞 | 反り蹴り                                | 『'95』以前：ハヤブサ蹴り 『'96』：隼蹴撃             | 『'95』以前：ハヤブサ蹴り 『'96』：隼蹴撃             | 『'95』以前：ハヤブサ蹴り 『'96』：隼蹴撃             |
| 攻撃避け                                  | 忍び避け                                    | 忍び避け                                    | -                                       | -                                                     | -                                                     | -                                                     |
| 『'94』：避け攻撃 『'95』：カウンター攻撃 | 跳ね蹴り                                    | 跳ね蹴り                                    | -                                       | -                                                     | -                                                     | -                                                     |
| ふっ飛ばし攻撃                            | 天水の舞                                    | 天水の舞                                    | -                                       | 『'94』：ハヤブサ蹴り 『'95』以降：不知火流・双気炎弾 | 『'94』：ハヤブサ蹴り 『'95』以降：不知火流・双気炎弾 | 『'94』：ハヤブサ蹴り 『'95』以降：不知火流・双気炎弾 |
| ダッシュ                                  | 前回転                                      | 前回転                                      | -                                       | -                                                     | -                                                     | -                                                     |
| バックステップ                            | 『'94』：後回転 『'95』以降：バックステップ | 『'94』：後回転 『'95』以降：バックステップ | -                                       | -                                                     | -                                                     | -                                                     |

### 特殊技
跳ね蹴り（はねげり）
『餓狼SP』までの避け攻撃。半身を片手で支えつつ両足を揃えて前方へ突き出す。『餓狼2』では性能が貧弱であったが、『餓狼SP』にて使いやすさが向上した。
『RBS』以降はダウンして起き上がる際にコマンドを入力して出す技として復活した。
回転打ち（かいてんうち）
『餓狼3』での避け攻撃。片足を後ろに引いて上体を逸らし、直後に裏拳を放つ。リーチの長さは、前作までの「跳ね蹴り」よりも格段に落ちた。
横扇打（おうせんだ）
『餓狼3』でのクイックスウェー攻撃。クイックスウェーの動作から、扇子を横に払い打つ。食らった相手を奥ラインに飛ばす。『RB』では避け攻撃になった。
龍の舞（りゅうのまい）
『餓狼3』にて追加された特殊技。体を回転させて背中の帯を振るう。いわば、「炎を出さない龍炎舞」だが、攻撃判定が出現するのは一度のみ。食らった相手を奥ラインに飛ばす。
背面蹴り（はいめんげり）
『RB』での特殊技。リーチの長い中段蹴りを放つ。元々は『餓狼3』での遠距離立ち強キック。
飛燕脚（ひえんきゃく）
『餓狼WA』での特殊技。跳び膝蹴りを繰り出す。追加コマンドで後述の「飛燕連脚」に派生可能。
飛燕連脚（ひえんれんきゃく）
「飛燕脚」からの派生技。「飛燕脚」からさらに蹴り上げ、サマーソルトキックへと繋ぐ。

昇り龍（のぼりりゅう）
『餓狼WA』での特殊技。後方宙返りからアンディの「空破弾」に似たドロップキックを繰り出す。
忍桜（しのびざくら）
『餓狼WA』での特殊技。前転での移動技で、後述の「桜狩」に派生可能。
桜狩（さくらがり）
「忍桜」からの派生技。低い姿勢からのサマーソルトキックを繰り出す。

大輪風車落とし（たいりんふうしゃおとし）
『'94』にて追加された特殊技。空中で拳を揃えて振り上げ、叩き付けるように攻撃する。地上の相手に当てるとヒットストップが適用されず、すぐに地上に着地するようになっている。空中で食らった相手は、文字通り勢い良く叩き付けられる。
『餓狼3』では、ジャンプ強パンチ「風車拳」がこれと似ており、空中の相手に当てると地面に叩き付けることができる。
紅鶴の舞（こうかくのまい）
『'97』にて追加された特殊技。前方への滑り込み蹴り（立ちガード不可）から上段蹴りを繰り出して相手を蹴り飛ばし、体勢を整える。『'97』ではヒットさせても相手の反撃が確定するため、利用価値は皆無であった。『'99』にて、初段の滑り込み蹴りが必殺技キャンセル可能となった。
黒燕の舞（こくえんのまい）
『KOF'98』（以下『'98』と表記）にて追加された特殊技。前方へ低く飛び上がりつつ、体を広げて斜め下へ蹴りを放つ。蹴りは立ちガードのみ可能で、当て方次第で地上での連続技につなげることも可能。
三角飛び（さんかくとび）
『RBS』で使用可能。画面端でジャンプしてコマンドを入力することで、背後を蹴ってさらに高く前方へ飛んでいく。空中振り向きを出した後では出すことができない。この後に「ムササビの舞」を出すと、進行方向を変えることもできる。
浮羽（うきはね）
『'99』にて追加された、「ムササビの舞」からの派生技の1つで、『KOF2000』（以下『2000』と表記）からは単体でも出せる特殊技となっている。
山桜桃（ゆすらうめ）
『'99』にて追加された、「ムササビの舞」からの派生技の1つで、『2000』からは単体でも出せる特殊技となっている。これら2つの技の詳細は、必殺技の項で説明する。
椿の舞（つばきのまい）
『ネオジオバトルコロシアム』（以下『NBC』と表記）にて追加された特殊技で、低空のドロップキック。
輪廻（りんね）
『KOF MI2』で使用。「紅鶴の舞」と「黒燕の舞」の派生技で、その場で垂直にジャンプする。

### コンビネーションアーツ
『餓狼3』での舞のコンビネーションアーツは、手軽に使えるものが揃っている。初段がヒットしたときのみ出せるものや、近距離限定で出せるものもある。強パンチを連打することで出せる「乱れ風車」を除いて、相手をダウンさせることができる。「雲雀疾風の舞」（ひばりはやてのまい）は、舞のコンビネーションアーツの中で最もダメージが高い技である。

### 通常投げ
風車崩し（ふうしゃくずし）
相手の首を両足で挟み、そのまま持ち上げて後方の地面に叩き付ける。『KOF'96』（以下『'96』と表記）以降は、ダウン回避不可となっている。フランケンシュタイナーに近い技。
風車崩し改（ふうしゃくずしかい）
前方へ手を延ばして相手を捕え、相手の体に乗りかかり、首を両足で挟んで後方高く放り投げる。『餓狼3』での通常投げ。『RB』『RBS』での技名は「風車崩し」だが、『RBS』では、この投げを決めた直後に「必殺忍蜂」や「超必殺忍蜂」で追撃することが可能。
夢桜（ゆめざくら）
『餓狼SP』にて追加された舞の空中投げ。空中の相手を捕えて乗りかかり、そのまま地面に叩き付ける。有効間合いは、他に空中投げを使える十平衛、ダック・キング、ローレンス・ブラッドよりも狭い。
夢桜改（ゆめざくらかい）
空中の相手を捕えて乗りかかり、両足で相手の体を踏み付け、両腕を大きく広げてポーズを決めるようにして地面に叩き付ける。『餓狼3』での空中投げで、『RB』『RBS』での技名は「夢桜・改」。
夜桜（よざくら）
『餓狼WA』での通常投げ。
不知火剛臨（しらぬいごうりん）
『'96』にて新しく追加された投げ技。掴んだ相手の頭を軸として身体を一回転させ、その勢いのまま相手を投げ飛ばす。ダウン回避可能。

### 必殺技
花蝶扇（かちょうせん）
持っている扇子を開き、横回転させながら投げて飛ばす飛び道具。どの作品でも、投げた扇子は端まで届き、投げた後は扇子を胸元から取り出して補給するが、その間は無防備になる。弱は無防備時間が短く、強は扇を出すまでに時間がかかる。
『餓狼2』『餓狼SP』では、動作の隙が大きい。『餓狼3』以降や『KOF』シリーズでは、技の隙が小さくなっている。
乱れ花蝶扇（みだれかちょうせん）
『RB』にて登場。大きく仰け反ってから、一度に複数の扇子をそれぞれのラインに投げ付ける。動作の隙は「花蝶扇」よりも大きい。『RBS』では扇子を放り上げながら攻撃する、連続入力技に性質が変更されており、ヒット数が大きく増えて威力も高くなっている。『KOF2002 UNLIMITED MATCH』（以下『2002UM』と表記）では、この『RBS』タイプの物が採用されている。
龍炎舞（りゅうえんぶ）
体を一回転させ、装束の腰から伸びた尾飾りの玉に炎を纏わせ、横に一振りする。弱は炎が出るまでのスキが短く、強は炎が出ている時間が少し長い。『餓狼』シリーズでは総じて性能が高い。
炎で、通常の飛び道具と相殺することができる。回転の際に一撃、直後の炎による合計2段攻撃の技であり、炎を食らった相手は燃焼ダウンする。『餓狼SP』までは、弱は速く、強はゆっくり回転する。『餓狼SP』では出際に無敵時間が付加されたが、『餓狼3』では無敵時間が無くなった（攻撃は空中ガード可能）。『KOF』シリーズでは、攻撃後の硬直時間が長く、『'96』以降は、ヒット効果がのけぞりである弱を当てた直後に反撃を受ける場合がある。
龍尾天舞（りゅうびてんまい）
『KOF MI2』から使用。「龍炎舞」からの追加技で、もう一度「龍炎舞」で攻撃する技。

必殺忍蜂（ひっさつしのびばち）
側転で勢いをつけて飛び上がり、肘打ちをしつつ低空を飛んでいく突進技。主に連続技や遠距離からの奇襲に使用する。弱と強の違いは移動距離。『餓狼SP』では、出際の側転に無敵時間があり、一部の攻撃や飛び道具を避けつつ（ギース・ハワードの「烈風拳」のように地を這う飛び道具に対しては無効）攻撃ができる。『KOF』シリーズでは、『KOF'95』（以下『'95』と表記）までは1ヒットで、『'96』以降は最大で2ヒットする。『RB』『RBS』でも最大で2ヒットし、最大削り回数も3回と多い。
『KOF』シリーズでは、側転の時点から攻撃判定が発生しており、連続技に組み込むのが効果的。『'96』以降は弱が弱攻撃から、強が強攻撃から連続でつながる。『餓狼2』時代からある舞の代表的な技の一つだが、これまでの登場作品の中で唯一『CvS』のEX舞でのみ使うことができない。
ムササビの舞（ムササビのまい）
空中高く舞い上がり、後方の画面端に張り付いてから、扇子を口に銜えて斜め下へ勢い良く突進していく。
『餓狼2』では、舞ステージであるいかだに立っている旗竿に飛び移り、その反動で相手に突進していくというもので、他のステージでは使用できなかった（旗竿に飛び移る時は無敵状態になる）。『餓狼SP』では舞ステージ以外でも出せるように変更され、その場合は画面端へ飛びついてから突進していく。『餓狼3』以降は、空中でコマンド入力して直接突進する技になった。『RB』『RBS』では2ヒットする。
『KOF』シリーズでは、『'94』では『餓狼SP』までのコマンドを踏襲しており、溜めコマンドである。『'95』では、地上での溜めコマンドのほか、『餓狼3』と同様に空中から直接出すことができるようになり、『'96』以降は、一部のジャンプ攻撃をキャンセルして出すことも可能となっている。『'99』以降は地上から派生する技が複数存在し、『NBC』では攻撃を出すか出さないかにより技名に「虚」・「実」が末尾につく。『餓狼2』のカードダスの紹介本には舞の巨乳で攻撃する技という説明がされていた。
桃花鳥つぶて（ときつぶて）
『'99』にて追加された。地上で「ムササビの舞」を入力して飛び上がり、空中の相手に接近した状態でコマンドを入力すると、相手の頭を自分の股間に挟んで捕えてから反転させ、そのまま地面に叩き付ける。
浮羽（うきはね）
『'99』にて追加された、「ムササビの舞」からの派生技の1つで、『2000』からは単体でも出せる特殊技となっている。真下に向かって膝を突き出したまま降下していく。攻撃の際に浮力がかかり、空中で一瞬跳ねてから攻撃する。ヒット効果はダウン。
山桜桃（ゆすらうめ）
『'99』にて追加された、「ムササビの舞」からの派生技の1つで、『2000』からは単体でも出せる特殊技となっている。空中からヒップアタックを繰り出す。ヒット効果はダウン。「浮羽」と異なるのは、斜めに降下していき、攻撃の発生が「浮羽」よりも早く、相手を幻惑する能力もある点である。

飛翔龍炎陣（ひしょうりゅうえんじん）
初出は『'95』。後方転回で真上に飛び上がりつつ、尻尾の玉に炎を纏わせて縦に振る。飛び上がる際の膝蹴りで一撃、直後の炎攻撃による計2段攻撃となっている。ただし、かなり接近していないと炎が空振りする。膝蹴りのモーションが終わるまでは全身無敵（投げられ判定あり）。『'97』では、弱のみ無敵時間がある。早目に出すことで対空技としても機能する。また、強で出すと、弱よりも高く飛び、着地後は技を出す前よりも前進している。
白鷺の舞（はくろのまい）
『'97』にて追加された技で、『'98』にもある。扇子を開いて技名を叫び、舞うように相手を連続で打ち付ける。弱攻撃からつながるほど発生が早く、最大で12ヒットし、ガードされても反撃を受けにくいという高性能ぶりを発揮した。『'98』では、発生が遅くなり、ガードされると反撃を受けるようになった。強攻撃から連続でつながる。なお、『'97』でもそうだが、相手に前転されると攻撃がかわされるだけでなく、自分の後方が隙だらけとなる。
陽炎の舞（かげろうのまい）
初出は『餓狼3』。扇子を口に咥えた状態で両手で印を結び、技名を叫びながら自ら炎を纏い、直後に火柱（作品によっては舞の幻影付）を周囲に2体発生させて回転させる。
炎は空中ガード不能で、攻撃判定も強く、飛び道具をかき消すことも可能。ただし、炎が舞本体の前後に重なったとき（画面で、横方向に炎が回っていないとき）に、飛び道具や突進技を合わせられると、舞本体がダメージを受ける。『RBS』では出際に無敵時間が付加され、性能が向上した。『KOF2003』（以下『2003』と表記）以降の『KOF』シリーズ（『KOF MI』シリーズは除く）と『NBC』では超必殺技となっている。
幻影 不知火（げんえい しらぬい）
初出は『RB』。着地後にヒップアタックで攻撃し、食らった相手を手前のラインに飛ばす。着地の際に、奥ラインに攻撃判定がある技を重ねられると舞本体はダメージを受ける。『KOF'98 ULTIMATE MATCH』（以下『'98UM』と表記）の裏性能舞に再現されている。派生技の「上顎」、「下顎」も健在。
小夜千鳥（さよちどり）
初出は『リアルバウト餓狼伝説2』（以下『RB2』と表記）。扇子を開き、縦に振って打ち付ける。『KOF』シリーズでは『KOF'98』の裏性能の舞および『KOF2001』までの間、続けて「龍炎舞」を出せるようになっていた。
孤鷲の舞（こしゅうのまい）
初出は『SNK VS. CAPCOM SVC CHAOS』。突進肘打ちから、「飛翔龍炎陣」に繋ぐ。

### REVブロウ
焔弐連（ほむらにれん）
地上REVブロウ。サマーソルトキックを放つ。
弓弦の舞（ゆみはりのまい）
空中REVブロウ。扇子を広げて空中で回転する。

### 超必殺技・潜在能力
超必殺忍蜂（ちょうひっさつしのびばち）
「必殺忍蜂」の動作で、全身を炎で包み込んで「必殺忍蜂」を超える速さで低空を突進していく。「必殺忍蜂」より動きが速く、当たり判定が広い。
『餓狼SP』までのこの技は、最初の側転から攻撃判定は発生するが、「必殺技」ではなく「通常技」という扱いである。そのため、ギースとヴォルフガング・クラウザーの「中段当て身投げ」で捕えることが可能である（「上段当て身投げ」では不可。炎を纏った状態からは必殺技扱いとなり、「上段当て身投げ」で捕えることが可能）。ヒット数は1回だが、最大削り回数は3回となっている。『餓狼3』以降は、ヒット数や削り回数が多くなる傾向にある（例えば『餓狼3』では、最大ヒット数は2回、最大削り回数は6回）。『RBS』以降は斜め上に飛び上がるようになっている（『'98UM』の裏性能版も同様）。『餓狼』シリーズ（『餓狼3』の潜在能力版）や『CvS』のLV3では、「不知火究極奥義」と叫んで突進する。『KOF』シリーズでは、『'95』までは最大で3ヒットし、連続で当ててもコンボ補正がかからない（威力が半減しない）ため、フルヒットさせることで相手の体力を半分以上減らすことができる。「必殺忍蜂」と同様に、技後の隙は大きい。
『餓狼3』での潜在能力でもあるが、コマンドの性質上、挑発を出せる間合いまで離れないと技を出すことができない。
レオタード忍蜂（レオタードしのびばち）
『RB』での潜在能力。後方転回を決めつつレオタード姿に早変わりし、そのまま側転なしの「超必殺忍蜂」で突進する。
最初の後方転回の時点で攻撃判定があり、通常技やコンビネーションアタックから連続でつなげることが可能。飛び上がる動作で、地を這う飛び道具を避けることもできる。
『KOF』シリーズではMAX版（および『CvS』のLV3、『2003』のリーダー超必殺技）「超必殺忍蜂」が、衣装は変わらないものの動作はほぼ同じものになっている（『2002UM』では1/16の確率で衣装がレオタードに変わる）。
月下乱れ牡丹（げっかみだれぼたん）
初出は『RBS』の潜在能力。残像を作りながら飛びかかり、相手を掴んで上に乗りかかって大きな爆発を起こして吹き飛ばす。技の性質はガード不能の投げ技だが、空中の相手に対しては無効。『NBC』、『KOF XI』では、空中発動の打撃技へ性質が変更されている。
鳳凰の舞（ほうおうのまい）
初出は『'97』。空中に飛び上がった後、尾飾りに炎を纏わせて、身を丸めて回転しつつ降下してくる。
水鳥の舞（みずとりのまい）
初出は『'97』。扇子を連続で投げつける技で、MAX版では扇子が炎を纏う。
花嵐（はなあらし）
初出は『RB2』の潜在能力。『KOF』シリーズの「白鷺の舞」に似た技で、突進した後で真上に飛び上がる。『餓狼CotW』では飛び上がる部分が独立した必殺技になっている。
真・花嵐（しん・はなあらし）
『餓狼WA』のオーバードライブパワー。突進乱舞技で、最後に相手から離れて合図と共に爆破する。
花吹雪（はなふぶき）
『KOF MI2』から使用。アンディの「超裂破弾」と似た技。
不知火流奥義・紅朱雀（しらぬいりゅうおうぎ・べにすざく）
『CvS』シリーズのみの技。全身を炎に包みながらの空中版「ムササビの舞」。
不知火流・九尾の狐（しらぬいりゅう・きゅうびのきつね）
『KOF2002』でのMAX2。その場での垂直ジャンプからガード不能の「ムササビの舞」で突撃し、ヒット時は相手の周りを空中で往復、小さな火の玉を相手に4つ付け、相手から離れて決めポーズをとった後、爆破する。決めポーズ前に3種の演出（「龍炎舞」を出す、背中から腰の下まで大きくはだける着物、ウェディングドレス）がある。演出は、ランダムで決まるが、『2002UM』では任意に選ぶことが可能になったほか、ウェディングドレスのパターンでKOすると勝利画面のイラストが変わる。
不知火流・くノ一の舞（しらぬいりゅう・くのいちのまい）
『KOF XIII』でのNEO MAX。画面端に飛び移り「ムササビの舞」で突進、ヒットすると炎で空中に「女」の字を描くように舞い、最後に敵もろとも爆破する。
不知火流奥義・九ノ一（しぬらいりゅうおうぎ・くのいち）
『KOF XIV』でのCLIMAX超必殺技。「ムササビの舞」で吹き飛ばした後に空中で目にも止まらぬ乱れ打ちから「風車崩し」で止めを刺す。締めは叩きつけた後の状態で扇子開きから「日本一！」という。
桜嵐の舞 赤雀（おうらんのまい あかすずみ）
『餓狼CotW』のヒドゥンギア。扇子で殴り、それがヒットすると従来の忍装束に変身して龍炎舞で相手を浮かせて扇子を二つ投げつけ、炎を放って追撃する。

### ストライカー動作
桜吹雪（さくらふぶき）
画面端から画面中央付近まで一直線に突進、当たった相手をそのまま上空に打ち上げつつ連続攻撃を叩き込む。最後の攻撃が当たると、相手は勢い良く地面に叩き付けられる（ダウン回避不可）。最後の攻撃が当たる前ならば追撃ができる。
突進をガードされると何もせずに帰還し、外れた場合はプレイヤーを応援してから帰っていく。その際、こちらのパワーゲージが一定量増える。

## 登場作品
- 餓狼伝説シリーズ
  - 餓狼伝説2
  - 餓狼伝説スペシャル
  - 餓狼伝説3
  - リアルバウト餓狼伝説
  - リアルバウト餓狼伝説スペシャル
    - リアルバウト餓狼伝説スペシャル DOMINATED MIND
    - 熱闘リアルバウト 餓狼伝説スペシャル

  - リアルバウト餓狼伝説2
  - 餓狼伝説 WILD AMBITION
  - 餓狼伝説 City of the Wolves
- ザ・キング・オブ・ファイターズシリーズ
  - ザ・キング・オブ・ファイターズ'94
  - ザ・キング・オブ・ファイターズ'95
  - ザ・キング・オブ・ファイターズ'96
  - ザ・キング・オブ・ファイターズ'97
  - ザ・キング・オブ・ファイターズ'98
  - ザ・キング・オブ・ファイターズ'99
  - ザ・キング・オブ・ファイターズ2000
  - ザ・キング・オブ・ファイターズ2001
  - ザ・キング・オブ・ファイターズ2002
  - ザ・キング・オブ・ファイターズ2003
  - ザ・キング・オブ・ファイターズXI（PS2版）
  - ザ・キング・オブ・ファイターズXIII
  - ザ・キング・オブ・ファイターズXIV
  - ザ・キング・オブ・ファイターズXV
  - ザ・キング・オブ・ファイターズ NEOWAVE
  - 熱闘キング・オブ・ファイターズ'95
  - 熱闘キング・オブ・ファイターズ'96
  - キング・オブ・ファイターズ R-1
  - キング・オブ・ファイターズ R-2
  - ザ・キング・オブ・ファイターズEX
  - ザ・キング・オブ・ファイターズEX2
  - KOF MAXIMUM IMPACTシリーズ
    - KOF MAXIMUM IMPACT
    - KOF MAXIMUM IMPACT 2
    - KOF MAXIMUM IMPACT Regulation "A"
- CAPCOM VS. SNKシリーズ
  - CAPCOM VS. SNK MILLENNIUM FIGHT 2000
    - CAPCOM VS. SNK MILLENNIUM FIGHT 2000 PRO

  - CAPCOM VS. SNK 2 MILLIONAIRE FIGHTING 2001
    - CAPCOM VS. SNK 2 EO MILLIONAIRE FIGHTING 2001
- SNK VS. CAPCOMシリーズ
  - 頂上決戦 最強ファイターズ SNK VS. CAPCOM
  - SNK VS. CAPCOM SVC CHAOS
- SNK GALS' FIGHTERS
- ネオジオバトルコロシアム
- ストリートファイター6
- Days of Memoriesシリーズ
  - Days of Memories 〜僕と彼女の熱い夏〜
  - Days of Memories 〜恋はグッジョブ!〜
  - Days of Memories 〜風舞う都でつかまえて!〜
  - Days of Memories 〜世界で一番熱い冬〜
- SNKヒロインズ 〜Tag Team Frenzy〜
- デッド オア アライブ シリーズ
  - デッド オア アライブ5
  - デッド オア アライブ6
- ヴァルキリーコネクト
- パズル&ドラゴンズ
- グランドサマナーズ
- 忍者マストダイ
- クラッシュフィーバー
- シノビマスター 閃乱カグラ NEW LINK
- アナザーエデン 時空を超える猫

## 他のメディアでの舞
アニメ版
大張正己がキャラクターデザイン・作画監督を担当したテレビアニメ版『バトルファイターズ餓狼伝説2』では、『餓狼2』や『餓狼SP』でのデザインから筋肉質さをほとんど排除されたプロポーションとなっており、ゲーム版以上のグラマーかつ高露出度に設定された（くノ一衣装のデザインは『餓狼2』や『餓狼SP』で着ていたものが基となっているが、胸部・腋部・股部に主なアレンジが施されており、素肌がより大胆に露出されている）。アンディの婚約者を自称して彼を狼狽させたり、テリーを捜す旅で新婚カップルを装ってジョー・ヒガシを呆れさせるなど、恋に一途な面を見せる。その一方、後をつけてきたローレンス・ブラッドと果敢に戦うも敗北して「おてんばが過ぎる」と評されたうえで遺跡の柱へ縛りつけられるが、駆け付けたアンディによってローレンスは倒されて無事に救出される。また、山田十平衛のことを「十平衛先生」と呼んでいる。
上記作品の続編に当たる劇場用アニメ『餓狼伝説 -THE MOTION PICTURE-』では、私服からくノ一衣装へ変わる際や必殺技を出す際に露出度が急上昇する描写（一瞬だけ全裸と化したり、衣装の胸部から乳首が露出する）があるほか、シャワーシーンも描かれている。ハワーとの戦闘では手も足も出ずに敗北して人質にされるが、パーニーとの戦闘では「超必殺忍蜂」で勝利する。
漫画版
石川賢の漫画『餓狼伝説 戦慄の魔王街』では、テリー、アンディ、ジョー、ビッグベアとともに中国の奥地でギースが率いる魔性の軍団と対決する。また、この作品では「烈風爆動拳」というオリジナル技を使用している。
ドラマCD
電撃CD文庫版には、『餓狼伝説』から『餓狼SP』までの全作品と『ザ・キング・オブ・ファイターズ'94』に登場。アンディの幼馴染という立場も強調され、サウスタウンへ「帰郷」する彼にも同行するなどあらゆる面で行動的に描かれたほか、テリーがギースとの決戦に挑んだ際にはアンディやジョーと共に支援するという活躍も描かれた。
その他
2010年にアメリカで製作された実写映画版『ザ・キング・オブ・ファイターズ』では、マギー・Qが演じている。同作の主役を務めているが、CIAのエージェントとして「キング・オブ・ファイターズ」への潜入のために八神庵と交際しているという設定になっており、ゲーム版とキャラクターは異なっている。

## キャスト
声優
- 曽木亜古弥（旧名：曽木康代） - 「餓狼伝説シリーズ」、「ザ・キング・オブ・ファイターズシリーズ」（『'94』 - 『XI』まで）、アプリ『THE KING OF FIGHTERS'98 ULTIMATE MATCH ONLINE』：舞リメイクVer、アニメ『The King of Fighters: Another Day』
- 小清水亜美 - 『KOF SKY STAGE』、『ザ・キング・オブ・ファイターズXIII』以降の関連ゲーム作品、実写映画『ザ・キング・オブ・ファイターズ』日本語吹き替え、『ストリートファイター6』
- 三石琴乃 - アニメ『バトルファイターズ 餓狼伝説』、『餓狼伝説 -THE MOTION PICTURE-』
- 林原めぐみ - ドラマCD『電撃CD文庫 餓狼伝説』シリーズ、『電撃CD文庫 ザ・キング・オブ・ファイターズ'94』
- レベッカ・ローズ - 『餓狼伝説 City of the Wolves』英語版音声

俳優
- マギー・Q - 実写映画版『ザ・キング・オブ・ファイターズ』
- 宮内知美 - CM『餓狼伝説2』
- 晴山ミキ - CM『餓狼伝説スペシャル』

## 関連人物
- 不知火半蔵 - 祖父。
- アンディ・ボガード - 恋人、『KOF'99』のチームメイト。
- テリー・ボガード - 恋人の兄、『KOF'99』、『KOF R-2』のチームメイト。
- ジョー・ヒガシ - 恋人の親友、『KOF'99』のチームメイト。
- 山田十平衛 - 祖父の親友。
- ブルー・マリー - 友人、『KOF 2003』のチームメイト。
- 李香緋 - 『KOF 2001』のチームメイト。
- B.ジェニー - クロスオーバー作品ではライバル関係。
- 北斗丸 - アンディの弟子、不知火流忍術の使い手。
- アリス - 『KOF XIV』のチームメイト。
- ユリ・サカザキ - KOFのチームメイト、友人。
- キング - KOFのチームメイト、友人。
- 藤堂香澄 - 『KOF'96』、『KOF 2000』、『KOF 2002UM』のチームメイト。
- 神楽ちづる - 『KOF'97』、『KOF'98』のチームメイト。なお、『KOF 2003』で双子の姉のマキのことを聞いたことがある模様。
- 四条雛子 - 『KOF 2000』、『KOF 2001』のチームメイト。
- メイ・リー - キム・カッファンの弟子、『KOF 2002』のチームメイト。
- 麻宮アテナ - 『KOF XV』、『KOF R-1』のチームメイト。
- リョウ・サカザキ - 『KOF R-2』のチームメイト。
- バンデラス・ハットリ - 師匠になりたがっている格闘家。
- ナコルル - クロスオーバー作品でSNKヒロインの座を巡ってしばしば張り合う。
- 春麗 - カプコンキャラクター、クロスオーバー作品でのライバル。